# Міловиці (Нижньосілезьке воєводство)
Міловиці (пол. Miłowice) — село в Польщі, у гміні Дзядова Клода Олесницького повіту Нижньосілезького воєводства.
Населення — 569 осіб (2011).
У 1975-1998 роках село належало до Каліського воєводства.

## Демографія
Демографічна структура станом на 31 березня 2011 року:
|          | Загалом | Допрацездатний вік | Працездатний вік | Постпрацездатний вік |
| -------- | ------- | ------------------ | ---------------- | -------------------- |
| Чоловіки | 261     | 51                 | 187              | 23                   |
| Жінки    | 308     | 79                 | 166              | 63                   |
| Разом    | 569     | 130                | 353              | 86                   |